# 阿旺宗哲
阿旺宗哲（？—？）又名宗哲桑布，藏族，青海卓仓人，第一世（不计追认）卓仓居巴仓活佛。

## 生平
瞿昙寺出身于梅家的班觉丹增是第一世（不计追认）智合仓活佛，清朝康熙年间获清朝封为“灌顶净觉弘济大国师”，阿旺宗哲是班觉丹增的侄子，也获得了同样的封号。清朝雍正元年（1723年），罗卜藏丹津反清，瞿昙寺受牵连，寺主阿旺宗哲后被清朝囚禁于兰州达七年，清朝所赐的印诰也被收回。此后，瞿昙寺逐渐衰落。
阿旺宗哲圆寂之后，以噶桑扎西嘉措为其转世。阿旺宗哲遂成为第一世（不计追认）卓仓居巴仓活佛。